# Chiesa di San Girolamo delle Monache
La chiesa di San Girolamo delle Monache è una delle chiese monumentali di Napoli; si erge nel cuore del centro storico della città, in via Mezzocannone.

## Storia

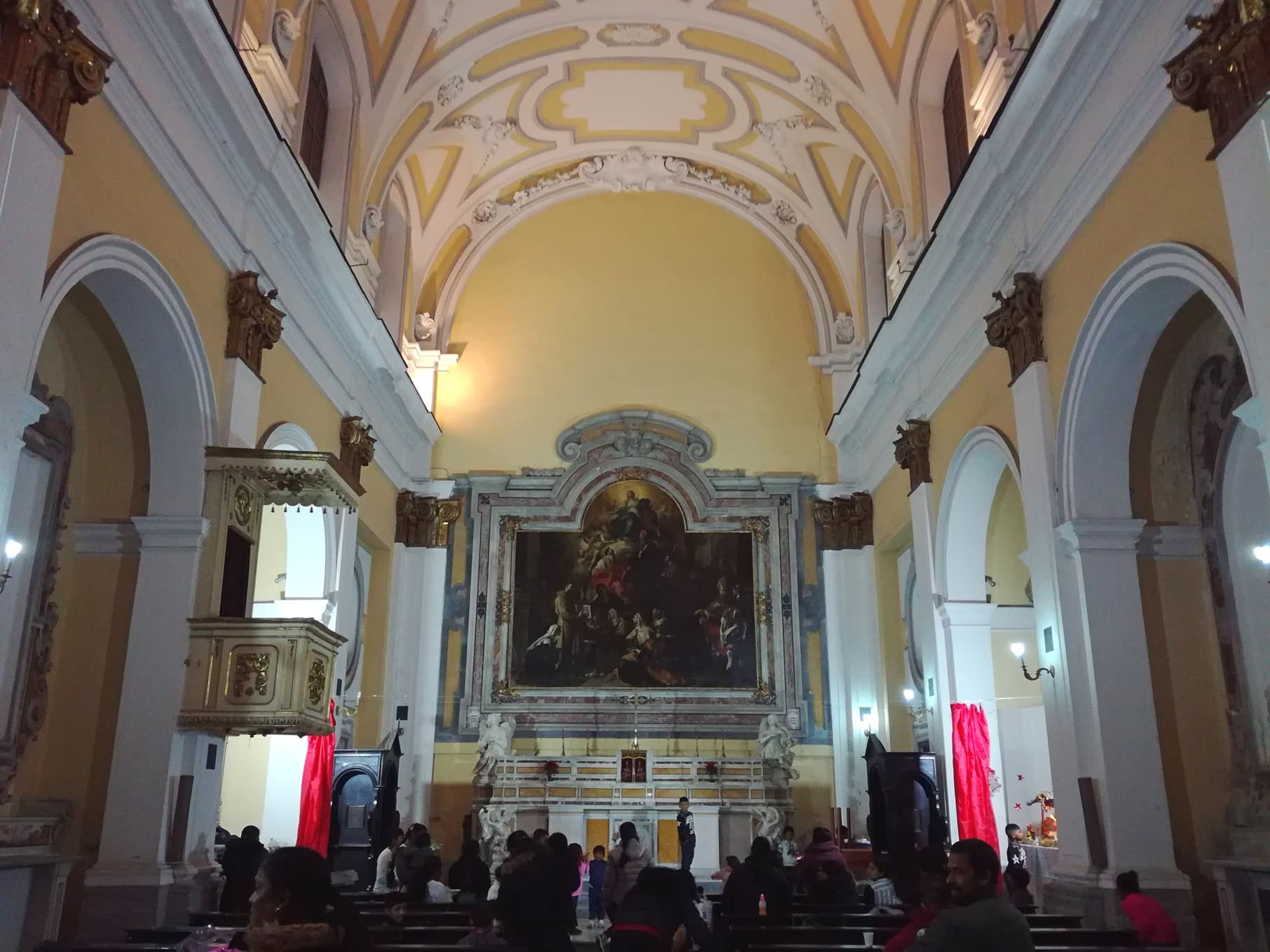
La navata

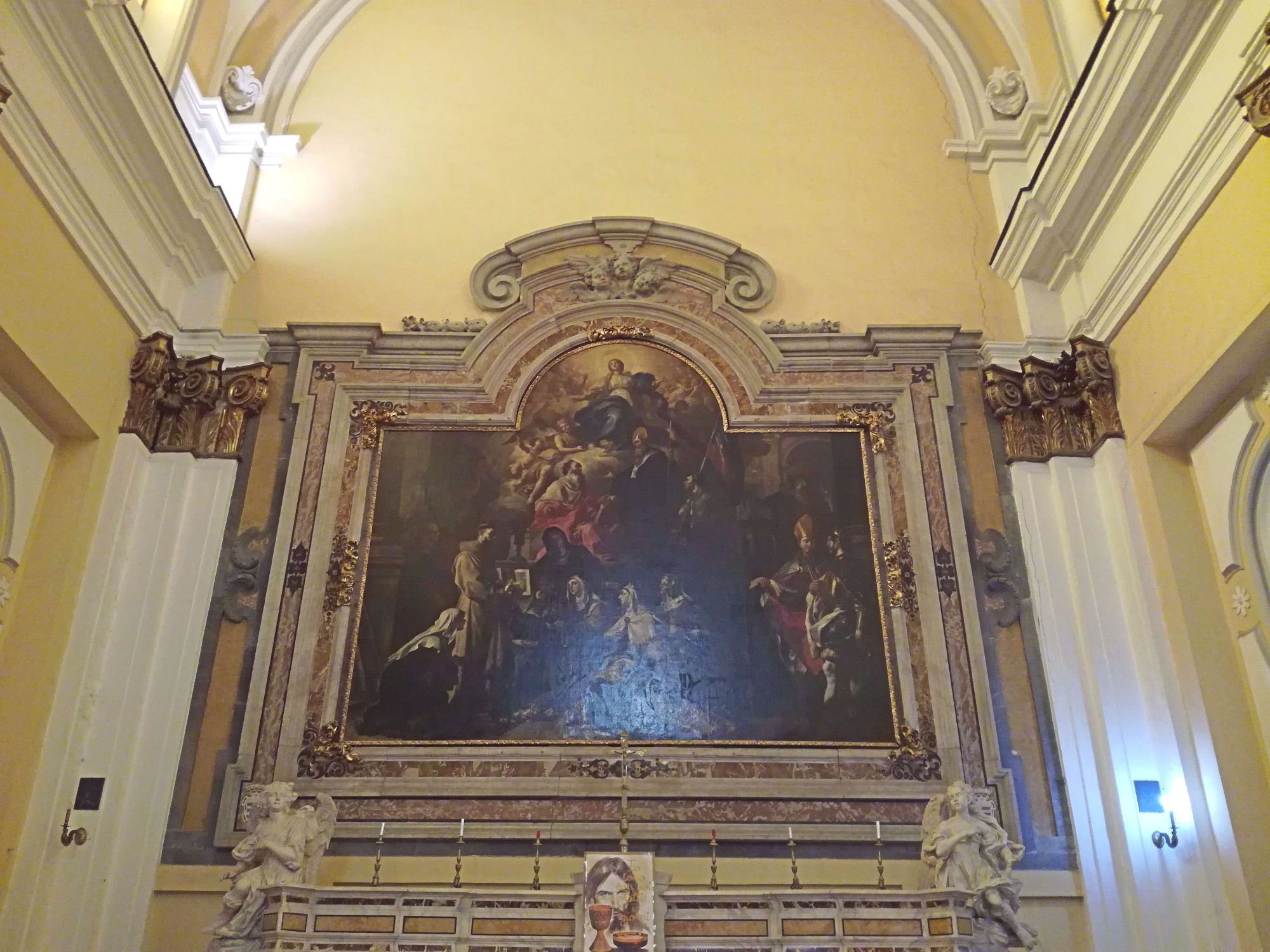
La tela di Francesco Solimena, Gloria di Maria Assunta e santi

L'edificio ha origini medioevali; la struttura venne fondata nel 1434.
Oggi delle forme medioevali rimane bene poco, a causa di numerosi ampliamenti, rimaneggiamenti e ritocchi (l'ultimo restauro risale al 1992). L'entrata era rivolta dal lato opposto rispetto a quello attuale (la tela del Solimena fungeva da contro-altare); con il Risanamento della Via Mezzocannone la pianta della Chiesa fu completamente invertita.
La Chiesa è da oltre 20 anni sede della FUCI di Napoli.

## Descrizione
Preceduta da una semplice facciata coronata da un frontone arcuato, la chiesa possiede una luminosa aula con volta a botte, a cui si accede tramite una scalinata.
All'interno sulla destra è visibile una sfera, spostata dalla facciata esterna dopo i bombardamenti della II guerra mondiale, sulla sinistra poggia una lapide precedentemente posta a terra al centro dell'atrio.
Di particolare importanza resta tuttora l'altare policromo. Alcune decorazioni (sculture di angeli e tele) sono stati spostati dal Ministero per i Beni e le Attività Culturali in altri luoghi. Ai lati si segnalano i due tondi marmorei rappresentanti la Maternità del Cinquecento.
L'unica opera pittorica ancora in loco è una grandiosa tela di circa 17 m² di Francesco Solimena (1657-1747) posta sull'altare maggiore: Gloria di Maria Assunta e santi (1705 circa).